# 河原要一
河原 要一（かわはら よういち、1850年7月7日（嘉永3年5月28日） - 1926年（大正15年）12月17日）は、日本の武士（薩摩藩士）、海軍軍人。海軍兵学校長。官位は海軍中将正四位勲三等功四級。

## 経歴
薩摩藩士・河原寿助(魅堂)の息子として生まれる。1871年（明治4年）9月、海軍兵学寮に入り、1874年（明治7年）11月、同校（2期）を卒業し、海軍少尉補に任官。その後、ドイツに派遣され、独巡洋艦「ヴィネタ (Vineta)」「ライプツィヒ (Leipzig)」に乗艦し、その間の1877年（明治10年）6月、海軍少尉に任官。翌1878年（明治11年）5月に帰国した。
1883年（明治16年）11月、「筑紫」副長となり、横須賀屯営在勤、「高千穂」回航委員長を経て、1886年（明治19年）4月、海軍少佐に昇進し、同年5月、「高千穂」副長に就任。同年12月、「清輝」艦長となり、「大和」艦長心得、海軍参謀部第1課員を経て、1890年（明治23年）9月、海軍大佐に進級し海軍参謀部出仕となった。
1890年10月、イギリス公使館付武官に発令され、兼造船造兵監督官を経て、防護巡洋艦「吉野」の回航委員長を務め、1893年（明治26年）6月、「吉野」艦長に就任。日清戦争時、同艦長として出征し、坪井航三麾下として豊島沖海戦、黄海海戦などに参戦した。
1895年（明治28年）6月、軍令部第2部長となり、1897年（明治30年）12月、海軍少将に昇進し常備艦隊司令官となった。1899年（明治32年）1月、海軍兵学校長に就任。1903年（明治36年）7月、海軍将官会議議員となり、同年9月、海軍中将に進むと同時に待命。翌1904年（明治37年）9月に休職し、1906年（明治39年）9月5日、予備役に編入となった。1913年（大正2年）5月28日、後備役となる。1915年（大正4年）5月28日に退役した。

## 親族
千葉縣長生郡一松村八九二
- 父：河原魅堂
- 母
- 妻：ウメ(梅子) 1861年(文久元年)12月〜
1941年6月24日　80歳
薩摩藩士田代安治(田代安定父)二女
- 長男：友治　1883年9月〜1943年4月18日　59歳
- 長男妻：純子　1949年9月6日　56歳
- 次男：英二　1891年6月〜没年不詳[4]
- 長女：マス(益子) 1880年〜1911年
元老松方正義の四男松方正雄妻[5]
- 二女
- 三女
- 四女：八十　1890年4月〜没年不詳
鹿児島県士族原田勘次郎長男常隆妻
- 五女：富士子　1896年6月〜没年不詳
実業家原田六郎(滋賀県実業家浅見又蔵男)[6]妻
- 六女：松子　1898年2月〜没年不詳
- 嫡孫：友純　1969年2月21日　54歳

## 栄典・授章・授賞
位階
- 1891年（明治24年）12月16日 - 従五位[7]
- 1897年（明治30年）3月1日 - 正五位[8]
- 1902年（明治35年）4月30日 - 従四位[9]
- 1906年（明治39年）10月1日 - 正四位[10]

勲章等
- 1887年（明治20年）11月25日 - 勲六等単光旭日章[11]
- 1889年（明治22年）11月29日 - 大日本帝国憲法発布記念章[12]
- 1892年（明治25年）5月28日 - 勲五等瑞宝章[13]
- 1895年（明治28年）
  - 5月15日 - 勲四等瑞宝章[14]
  - 9月27日 - 旭日小綬章・功四級金鵄勲章[15]
  - 11月18日 - 明治二十七八年従軍記章[16]
- 1900年（明治33年）5月31日 - 勲三等瑞宝章[17]
- 1926年（大正15年）12月17日 - 勲二等瑞宝章[18]